# Lotfia ElNadi
Lotfia ElNadi (29 de octubre de 1907 - 2002) aviadora egipcia. Fue la primera mujer africana, así como la primera mujer árabe en obtener la licencia de piloto.

## Primeros años
Lotfia ElNadi nació el 29 de octubre de 1907 en una familia de clase mediana de El Cairo. Después de terminar su educación primaria, se esperaba que se casara, convirtiéndose en ama de casa y madre. Su padre, que trabajaba para la imprenta del gobierno, Matbaa Amiriya, no vio ninguna razón para que ElNadi siguiera la  educación secundaria. Su madre la animó a asistir al Colegio Americano con su currículo moderno y enfocarse en la escuela de idiomas.
ElNadi leyó un artículo sobre una escuela de vuelo que acababa de abrir en El Cairo y decidió que asistiría, a pesar de las objeciones de su padre. Inicialmente se acercó a un periodista para ayudarla, pero cuando se negó, fue directamente al director de EgyptAir, Kamal Elwi, pidiendo asistencia. Él vio el potencial para la publicidad y aceptó ayudar. Como ElNadi no tenía manera de pagar por las clases de vuelo, trabajó como secretaria y telefonista de la escuela de vuelo a cambio de su matrícula. 

## Carrera de aviación
Diciéndole a  su padre que atendería un grupo de estudio quincenal, ElNadi en cambio tomó lecciones de vuelo, junto con 33 compañeros de clase masculinos. Cuando ElNadi obtuvo su licencia de piloto, el 27 de septiembre de 1933, se convirtió en la primera mujer africana y árabe piloto en el mundo, después de sólo 67 días de estudio. Inicialmente, su padre estaba enojado, pero viendo que la prensa recibía la noticia de forma favorable, su ira se disipó y le permitió llevarlo en un vuelo sobre las pirámides. Su logro fue noticia en todo el mundo.

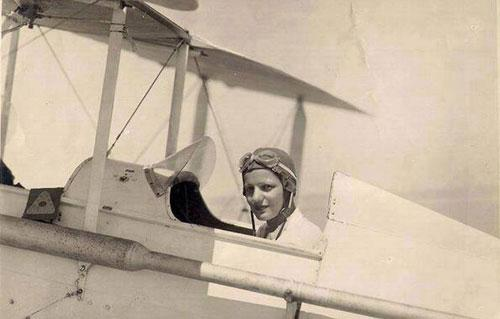
Lotfia ElNadi en un avión, 1933.

El 19 de diciembre de 1933, ElNadi voló en la carrera internacional entre El Cairo y Alexandría. Volando a velocidades promedio de 100 millas por hora, dirigió su avión monomotor a la línea de meta antes de cualquiera de los otros competidores. Como le faltó volar sobre una de las dos tiendas ubicadas en el punto medio del camino, que era requerido como parte de la competencia, ElNadi no fue declarada ganadora.  Recibió un premio de consuelo de 200 libras egipcias y las felicitaciones del Rey Fuad por su intento. Huda Sha'arawi, una líder feminista, también envió saludos por la inspiración que ElNadi proporcionó y luego realizó una campaña para recolectar fondos para comprar a ElNadi un avión propio. ElNadi trabajó como secretaria general del Club egipcio de Aviación y voló por aproximadamente cinco años antes de sufrir un accidente que dañó su espina dorsal.
Siguiendo el ejemplo de ElNadi, durante toda una década otras mujeres egipcias tomaron lecciones de vuelo y se convirtieron en pilotos. Con la llegada de la Guerra Mundial, ninguna otra mujer piloto entrenó después de 1945, hasta que Dina-Carole El Sawy que se convirtió en una piloto para EgyptAir.

## Vida posterior
Después del accidente de vuelo, ElNadi fue a Suiza para obtener tratamiento médico y permaneció allí durante varios años. En 1989 fue invitada a participar en el 54 aniversario de la aviación civil en el país, donde recibió la Orden del Mérito de la Organización Egipcia de Educación Aeroespacial. En 1996, se produjo un documental, Take Off From the Sand, que narra su historia. En sus 80's, ella se trasladó a Toronto para vivir con su sobrino y su familia, diseñador de interiores prominente, Mahmoud Elnadi. Nunca se casó y murió en El Cairo en 2002.

## Legado
En 2014, un Doodle de Google celebró su 107.º cumpleaños.
En 2017, un Doodle de Google la honró en el Día Internacional de la Mujer.